# 옥천 청마리 제신탑
옥천 청마리 제신탑(沃川 靑馬里 祭神塔)은 충청북도 옥천군 동이면 청마리에 있는 제신탑이다. 1976년 12월 21일 충청북도의 민속문화재 제1호로 지정되었다.

## 개요
마을의 풍년과 평안을 기원하던 곳으로, '제신당'또는 '탑신제당(塔身祭堂)'이라고도 불리는 신당유적이다. 옥천군 동이면 청마리에 자리하고 있으며, 막돌을 둥글게 쌓아올린 탑·장승·솟대·산신당으로 이루어져 있다.
탑은 절에서 흔히 보는 탑의 모습과는 달리 크기가 일정하지 않은 돌을 쌓아 위로 갈수록 좁아지는 형태로, 꼭대기에 길다란 돌 하나가 솟아 있다. 그 옆의 솟대는 약 5m의 높이로, 긴 장대끝에 나무로 깍은 새의 모습을 얹어 두었다. 장승은 통나무에 사람의 모습을 먹으로 그렸는데, 마을을 지키는 수문장이 되고 있다. 산신당은 뒷산 소나무를 신이 깃든 나무로 여겨 모시고 있다.
마을에서는 매년 음력 정월 보름날 탑-솟대-장승의 순으로 제사를 올리며, 제사가 끝나면 농악대가 이곳들을 찾아다니며 굿을 하여 마을의 풍년과 편안함을 빈다고 한다.
제신당은 부족국가시대부터 있었고, 마을을 수호하는 구실을 하는 것으로 전한다. 솟대와 장승을 4년 마다 윤달이 있는 해에 다시 세워서 떠나보내는 신과 맞이하는 신으로 나눈다는 점이 특색있다.

## 참고 자료
- 옥천 청마리 제신탑 - 국가유산청 국가유산포털